# 神々の指紋
『神々の指紋』（かみがみのしもん）は、グラハム・ハンコックによるノンフィクションとされる超古代文明についての本である。
単行本は翔泳社、文庫版は小学館から発行。また本書のコミカライズした「完全コミック版」が小池書院から発行されている。
真偽については、学術的には否定されている。

## 概要
『エコノミスト』誌の東アフリカ特派員の経歴を持つイギリス人作家グラハム・ハンコックが、世界各地を調査して執筆、イギリスで発売されたものである。本国イギリスでは発売後2週間で書籍セールスのトップになり、27言語に翻訳され、300万部以上売り上げたと推測されている。
内容としては、世界各地にあるオーパーツとされるものを分析し、超古代の南極大陸に現代文明以上の高度な文明を持った国家があったと結論する。

## 反応・批判
ノンフィクションを名乗りつつも事実の捏造や参考文献の曲解・歪曲、既に否定された学説を持ち出してくるなど、信憑性は無きに等しいとの指摘も多い。科学界と大学関係者たちは、この本は疑似科学であり偽史の超古代文明であると評している。
歴史学者の長谷川亮一は、ムーやアトランティス大陸説などは白人優越主義による偽史と評価している。そのうえで、『神々の指紋』について「明らかに従来のアトランティス大陸説の影響を受けた、白人の優越感を誘う発想が背後にあるものと思われる。」と評している。
ASIOSの本城達也は、古代宇宙飛行士説を世界に広めたエーリッヒ・フォン・デニケンの焼き直しであり、さらにチャールズ・フォートや近代神智学の創始者ヘレナ・P・ブラヴァツキーに遡ることができると述べている。

## 書誌情報

### 単著
- 『神々の指紋』 上、大地舜訳、翔泳社、1996年2月。ISBN 4-88135-348-9。
- 『神々の指紋』 下、大地舜訳、翔泳社、1996年2月。ISBN 4-88135-349-7。
  - 『神々の指紋』 上、大地舜訳、小学館〈小学館文庫〉、1999年5月。ISBN 4-09-403841-8。
  - 『神々の指紋』 下、大地舜訳、小学館〈小学館文庫〉、1999年5月。ISBN 4-09-403842-6。

### 漫画
- 『神々の指紋　完全コミック版』 1巻、大地舜訳、小池一夫監修、村野守美画、小池書院〈ひゅうまんコミックシリーズ〉、1997年2月。ISBN 4-88315-436-X。
- 『神々の指紋　完全コミック版』 2巻、大地舜訳、小池一夫監修、村野守美画、小池書院〈ひゅうまんコミックシリーズ〉、1997年3月。ISBN 4-88315-437-8。
- 『神々の指紋　完全コミック版』 3巻、大地舜訳、小池一夫監修、村野守美画、小池書院〈ひゅうまんコミックシリーズ〉、1997年4月。ISBN 4-88315-414-9。
- 『神々の指紋　完全コミック版　2012年人類滅亡編』大地舜訳、村野守美画、小池書院〈King series 漫画スーパーワイド〉、2009年5月。ISBN 978-4-86225-455-9。
- 『神々の指紋　完全コミック版　人類生存への道しるべ編』大地舜訳、村野守美画、小池書院〈King series 漫画スーパーワイド〉、2009年6月。ISBN 978-4-86225-457-3。
- 『神々の指紋　完全コミック版　滅亡へのカウントダウン編』大地舜訳、村野守美画、小池書院〈King series 漫画スーパーワイド〉、2009年6月。ISBN 978-4-86225-456-6。

## テレビ
- 衝撃ミステリーロマン神々の指紋完全映像版（1997年1月、TBS)